# NLRP7
NLRP7‏ (NLR family pyrin domain containing 7) هوَ بروتين يُشَفر بواسطة جين NLRP7 في الإنسان.